# Arachnospila kuwayamai
Arachnospila kuwayamai (лат.) — вид дорожных ос рода Arachnospila (Pompilidae).

## Описание
Среднего размера красно-чёрная дорожная оса. Длина 4—9 мм. Самцы отличаются от других видов подрода расширенным кзади пронотумом, первым флагелломером (в 2,4—2,6 раза длиннее своей ширины) и строением гениталий.

## Распространение и экология
Этот вид встречается в Японии и России (Дальний Восток). Обитает на берегах рек, приморских дюнах, лёт отмечается с июля по август.